# Joe Chrest
Joe Chrest, född 15 september 1965 i West Virginia, är en amerikansk skådespelare.
Chrest har bland annat medverkat i TV-serien Stranger Things. Han har även medverkat i filmerna Deepwater Horizon och Lisa Frankenstein.

## Filmografi (i urval)
- 2010 – Welcome to the Rileys
- 2016–2022 – Stranger Things (TV-serie)
- 2016 – Deepwater Horizon
- 2019 – The Dirt
- 2024 – Lisa Frankenstein